# هفتاد و پنجمین مراسم گلدن گلوب
هفتاد و پنجمین مراسم گلدن گلوب (انگلیسی: 75th Golden Globe Awards) مراسمی است که به افتخار بهترین‌های فیلم و تلویزیون آمریکا در سال ۲۰۱۷ برگزار در تاریخ ۷ ژانویه ۲۰۱۸ (۱۸ دی ۱۳۹۶)، در هتل بورلی هیلتون واقع در بورلی هیلز، کالیفرنیا از ساعت ۱۷ به وقت منطقه زمانی اقیانوس آرام (ساعت ۱:۳۰ بامداد به ساعت رسمی ایران) برگزار شد. برگزاری مراسم به عهده شرکت دیک کلارک پروداکشنز با همکاری انجمن مطبوعات خارجی هالیوود بود و مراسم از شبکه ان بی سی آمریکا پخش شد.اجرای این مراسم به عهده مجری مشهور شوهای تلویزیونی آمریکا، ست مایرز قرار داشت که برای اولین بار میزبانی این مراسم را بر عهده گرفته بود.
این دورهٔ مراسم اهدای جوایز گلدن گلوب، تحت تأثیر اعتراض ستارگان سینما و دست‌اندکاران فیلم قرار گرفته بود که با پوشیدن لباس سیاه به نشانه اعتراض به آزار جنسی در صنعت سینما، به این نکته واکنش نشان دادند.

## نامزدها
نامزدهای دریافت جوایز در ۱۱ دسامبر ۲۰۱۷ توسط شارون استون ، الفری وودارد ، کریستن بل و گرت هدلند اعلام شدند.

### فیلم
| بهترین فیلم | بهترین فیلم |
| درام | موزیکال یا کمدی |
| --- | --- |
| - سه بیلبورد خارج از ابینگ، میزوری - مرا با نامت صدا کن - دانکرک - پست - شکل آب | - لیدی برد - هنرمند فاجعه - برو بیرون - برترین شومن - من تونیا هستم |
| بهترین اجرای فیلم درام | |
| بازیگر مرد | بازیگر زن |
| - گری اولدمن – سیاه‌ترین ساعت در نقش وینستون چرچیل - تیموتی شلمی – مرا با نامت صدا کن در نقش الیو پرلمن - دانیل دی-لوئیس – موضوع فانتوم در نقش رینولدز وودکاک - تام هنکس – پست در نقش بنجامین سی. بردلی - دنزل واشینگتن – رومن جی. اسرائیل، اسکوایر در نقش رومن جی. اسرائیل | - فرانسیس مک‌دورمند – سه بیلبورد خارج از ابینگ، میزوری در نقش میلدرد هایز - جسیکا چستین – بازی مالی در نقش مالی بلوم - سالی هاوکینز – شکل آب در نقش الیسا اسپوسیتو - مریل استریپ – پست در نقش کاترین گراهام - میشل ویلیامز – تمام پول‌های جهان در نقش گیل هریس |
| بهترین اجرای فیلم - موزیکال یا کمدی | |
| بازیگر مرد | بازیگر زن |
| - جیمز فرانکو – هنرمند فاجعه در نقش تامی ویزو - استیو کارل – نبرد دو جنس در نقش بابی ریگگس - انسل الگورت – بیبی راننده در نقش بیبی/مایلز - هیو جکمن – برترین شومن در نقش فینیاس تیلور بارنوم - دنیل کالویا – برو بیرون در نقش کریس واشینگتن                                | - سیرشا رونان – لیدی برد در نقش کریستین "لیدی برد" مکفرسون - جودی دنچ – ویکتوریا و عبدل در نقش ملکه ویکتوریا - هلن میرن – پناهنده مفرح در نقش الا روبینا - مارگو رابی – من تونیا هستم در نقش تونیا هاردینگ - اما استون – نبرد دو جنس در نقش بیلی جین کینگ    |
| بهترین اجرای برای نقش مکمل در فیلم- درام، موزیکال یا کمدی | |
| بازیگر نقش مکمل مرد | بازیگر نقش مکمل زن |
| - سم راکول – سه بیلبورد خارج از ابینگ، میزوری در نقش افسر جیسون دیکسون - ویلم دفو – پروژه فلوریدا در نقش بابی هیکز - آرمی همر – مرا با نامت صدا کن در نقش اولیور - ریچارد جنکینز – شکل آب در نقش گایلز - کریستوفر پلامر – تمام پول‌های جهان در نقش جی. پل گتی               | - آلیسون جانی – من تونیا هستم در نقش لاوونا گولدن - مری جی. بلایژ – مادباند در نقش فلورنس جکسون - هانگ چائو – کوچک کردن در نقش انگوگ لان تران - لاری میت کالف – لیدی برد در نقش ماریون مکفرسون - اکتاویا اسپنسر – شکل آب در نقش زلدا فولر                    |
| دیگر | |
| بهترین کارگردانی | بهترین فیلم‌نامه |
| - گیرمو دل تورو – شکل آب - مارتین مک‌دونا – سه بیلبورد خارج از ابینگ، میزوری - کریستوفر نولان – دانکرک - ریدلی اسکات – تمام پول‌های جهان - استیون اسپیلبرگ – پست | - مارتین مک‌دونا – سه بیلبورد خارج از ابینگ، میزوری - گیرمو دل تورو و ونسا تیلور – شکل آب - گرتا گرویگ – لیدی برد - لیز هانا و جاش سینگر – پست - آرون سورکین – بازی مالی                                                                                      |
| بهترین موسیقی متن | بهترین ترانه |
| - الکساندر دسپلات – شکل آب - کارتر برول – سه بیلبورد خارج از ابینگ، میزوری - جانی گرینوود – موضوع فانتوم - جان ویلیامز – پست - هانس زیمر – دانکرک | - "این منم" – برترین شومن - "خانه" – فردیناند - "رودخانه قدرتمند" – مادباند - "مرا به یاد بیاور" – کوکو - "ستاره" – ستاره |
| بهترین فیلم انیمیشن | بهترین فیلم غیر انگلیسی زبان |
| - کوکو - بچه رئیس - نان آور - فردیناند - فینسنت دوست‌داشتنی | - در محوشدگی (آلمان) - یک زن دوست داشتنی (شیلی) - اول پدرم را کشتند (کامبوج) - بی عشق (روسیه) - مربع (سوئد) |

### فیلم‌های چندنامزدی
۱۷ فیلم زیر در دو رشته یا بیشتر جهت دریافت جایزه نامزد شده اند:
| تعداد نامزدی | فیلم                             |
| ------------ | -------------------------------- |
| ۷            | شکل آب                           |
| ۶            | پست                              |
| ۶            | سه بیلبورد خارج از ابینگ، میزوری |
| ۴            | لیدی برد                         |
| ۳            | تمام پول‌های جهان                 |
| ۳            | مرا با نامت صدا کن               |
| ۳            | دانکرک                           |
| ۳            | برترین شومن                      |
| ۳            | من تونیا هستم                    |
| ۲            | نبرد دو جنس                      |
| ۲            | کوکو                             |
| ۲            | هنرمند فاجعه                     |
| ۲            | فردیناند                         |
| ۲            | برو بیرون                        |
| ۲            | بازی مالی                        |
| ۲            | مادباند                          |
| ۲            | موضوع فانتوم                     |

### فیلم‌های چندجایزه‌ای
۳ فیلم زیر در دو رشته یا بیشتر جایزه دریافت کردند:
| جوایز | فیلم                             |
| ----- | -------------------------------- |
| ۴     | سه بیلبورد خارج از ابینگ، میزوری |
| ۲     | شکل آب                           |
| ۲     | لیدی برد                         |